# 技能實習制度
技能實習制度目的是在日本培训外国技术人员，以便向发展中国家转移日本的技术。1981年日本政府开始实施外国研修生制度。不过自1993年起，这一制度增添了技能实习内容，即经技术鉴定合格者可以在日本继续逗留2年，许多中小企业利用这一制度来填补劳动力短缺。
有数据显示，2007年作为研修生进入日本的外国人达10.2万，加上留在日本工作的研修生，总数达20万；其中中国人最多，占60%以上。外国研修生大多在爱知县、岐阜县、茨城县等地，多半从事日本人不愿从事的“3K工作”（危险（kiken）、肮脏（kitanai）、吃力（kitsui）），如制衣、金属加工以及农业劳动。由于研修生与企业没有雇佣合同，待遇不能适用日本《勞動基準法》及《最低工资法》，很多人成为企业非法的“低廉劳动力”。 

## 非正常死亡
日本国际研修协力机构（JITCO）调查显示，2008年在日本研修期间客死日本的外国研修生达34人，比上一年度大幅增加13人，创下历史新高，其中22名是中国研修生。该机构调查显示，死因最多的的是心脑系统疾病，发病率相当于同龄日本人的一倍。
为外国研修生提供法律援助的外国研修生问题律师联络会代表指宿昭一接受记者采访时表示，他对调查结果感到震惊，并且质疑死因并非疾病，而是过劳死。指宿昭一说：“目前尚无详细调查数据，不过我们掌握的情况中不少外国研修生一个月的加班时间多达100个小时，有的甚至到200个小时。”該会在一份资料中披露，2006年4月起，来到日本熊本县一个小镇的中国研修生在一家缝纫工厂每天被迫工作12小时以上，每月最多休息1－2天，工资只有6万日元，加班费每小时300日元，是当地最低工资的一半。
2005年3月起，在岐阜县的5名中国研修生在当地缝纫工厂工作，每月加班长达200多个小时，每小时加班费只有300日元，而且他们的研修补贴还被接收方扣除一部分。
日本有关规定，每月加班超过80个小时是判断过劳死的标准。外国研修生问题律师联络会认为，外国研修生死亡原因很有可能是过劳死，要求厚生劳动省对死者进行详细调查以确定真实死因。厚劳省作出的答复是，已经对部分死者进行了调查，但是未能得出确切结果。

## 研修生成为变相廉价劳动力
指宿律师批评，外國研修生制度已经名存实亡，外国研修生成为日本中小企业和农户的廉价劳动力，他们在派遣方与接收方双重压力下不仅劳动条件与生活状况极为恶劣，而且人权也令人堪忧，研修生正在沦为“现代奴隶”。
外国研修生问题律师联络会指出，许多接收方对研修生实施刻薄的管制，收缴他们的护照、健康保险证，还作出各种非法惩罚规定，工作时间上厕所，忘记锁门以及穿拖鞋外出等都要被罚款。与此同时，外国研修生来日之前与当地劳务输出方签署的合同也存在侵害人权的内容。其中包括不许向日本法院、社会团体以及媒体申述；不许参加罢工等条款。有的劳务输出方要求研修生事先缴纳违约保证金，有的还要以土地以及住房担保。
指宿律师指出，外国研修生制度被如此滥用的背景是日本中小企业和农户严峻的经营状况，他们无力雇佣日本人，只能靠廉价的外国研修生维持经营。指宿律师说：“应该废除被滥用的研修生制度，与此同时日本社会应该正面考虑是否接收外国劳工的问题。”
獨立記者出井康博於講談社發行的報導文學《絕望工廠 日本》，台灣中文版由光現出版發行，探討外國研修生制度的實態。

## 出入国管理及难民认定法修正案
日本政府正从法规的角度修改外国研修生制度，一方面要改善外国研修生制度的现状，真正达到向发展中国家传授技术的目的，同时为了解决中小企业劳力不足问题，考虑制订包括接受外国劳工在内的法律。《出入国管理及难民认定法》的法律修正案于2009年5月19日提交日本衆議院审议。